# Convair 118
Convair 118 ConvAirCar var en amerikansk flygbil konstruerad av Theodore P. Hall
Flygbilen var en vidareutveckling av flygbilen Convair Model 116. Kabinen (bilen) var tillverkad i glasfiber armerad plast med plats för fyra personer. Bilen var försedd med en 25,5 hk Crosly motor placerad över bakhjulen. Enligt obekräftade uppgifter konstruerades bildelen av Olle Schjölin som tidigare arbetat vid Volvo där hans mest kända skapelse var PV 60. Flygdelen som monterades fast på bilens tak konstruerades av Theodore P. Hall. Motorn var placerad i vingens mitt med en dragande propeller från motorgondolen löpte en bom som avslutades med en stabilisator. Flygbilen gavs registreringen NX 90850 och flög första gången 1947 med Reuben Snodgrass som pilot. Men tre veckor senare 19 november 1947 under den tredje flygningen havererade man vid en landning vid Lindbergh Field på grund av bränslebrist. Med en nytillverkad bildel och flygplansdelen från haveristen flög piloten W.G. Griswold med flygbilen åter den 29 januari 1948.
Flygplansdelen var tänkt att placeras ut på större flygplatser där bilägare kunde hyra en flygdel. Convair kom långt i sina planer och man satte ett pris på bilen till 1 500 dollar vid en produktion av 160 000 exemplar. När Stinson Division, som tillverkade flygbilen för Convair såldes till Piper lades hela projektet ner.